# Delaíde Miranda Arantes
Delaíde Alves Miranda Arantes (Pontalina, 1 de maio de 1952) é uma magistrada brasileira, atual ministra do Tribunal Superior do Trabalho, cargo que exerce desde 1 de março de 2011.

## Biografia

### Infância e adolescência
Delaíde Alves Miranda Arantes nasceu em 1952 em uma família de agricultores da zona rural do município de Pontalina, no interior de Goiás. Teve uma infância humilde ao lado dos oito irmãos, que desde pequenos ajudavam o pai no trato com pequenas plantações de feijão, arroz e milho. Seu pai sempre teve dificuldades financeiras e não tinha como arcar com os custos de mandar os filhos para estudarem na cidade.
Aos 14 anos, Delaíde saiu da casa dos pais e mudou-se para a cidade para concluir o ensino fundamental. Para se manter, ela começou a trabalhar como empregada doméstica na casa de uma professora e um contador, que lhe pagavam menos de um salário mínimo – Delaíde não era responsável por todo o serviço doméstico, a própria dona da casa cuidava de algumas tarefas, assim Delaíde tinha tempo para conciliar o trabalho com os estudos, que aconteciam todas as noites. Ela permaneceu neste emprego durante dois anos.
A mãe de Delaíde tinha uma prima casada com um médico, e seu consultório estava com uma vaga aberta para recepcionista. Delaíde trabalhou lá até que o médico acabou por lhe conseguir uma vaga para fazer o ensino secundário na capital, Goiânia, e lhe incentivou a prosseguir com os estudos. Em 1970, aos 18 anos, Delaíde foi morar na cidade grande. Como o ensino era profissionalizante, e ela escolheu cursar contabilidade. Para se manter nesta época, ela voltou a exercer atividades domésticas mas não recebia salário, trabalhava em troca de moradia e alimentação.
Delaíde conseguiu depois um emprego num escritório de advocacia, onde teve contato com o dia-a-dia de profissionais de direito Trabalhista, e se interessou definitivamente pela carreira. Por questões financeiras, saiu do escritório e passou a trabalhar numa revendedora de tratores, quando conseguiu um salário que finalmente lhe proporcionasse alugar uma pequena casa, dividindo o valor do aluguel com uma prima que também morava em Goiânia.
Tem duas filhas, nascidas em 1981 e 1983.

### Carreira jurídica
Em 1975, aos 23 anos, Delaíde passou no vestibular de direito no Centro Universitário de Goiás (Uni-Anhanguera), uma faculdade particular. Ela não tinha como pagar mas conseguiu uma bolsa do governo, o então Crédito Educativo, e assim ingressou na faculdade. Durante quatro anos, trabalhou durante o dia e estudou à noite. Meses antes de colar grau, Delaíde pediu demissão do emprego que tinha e começou a estagiar num escritório especializado em relações trabalhistas, indicada por um professor. Formou-se em 1979.
Dois anos depois, Delaíde virou sócia do escritório. Ao todo, ela passou 30 anos advogando na área trabalhista, de 1980 a 2010. Também lecionou direito do trabalho na Pontifícia Universidade Católica de Goiás (PUC-GO) entre 2002 e 2004.
Em 2011, Delaíde foi indicada em lista sêxtupla pela Ordem dos Advogados do Brasil para ocupar uma vaga de ministro do Tribunal Superior do Trabalho, tendo seu nome sido votado em lista tríplice pelos membros do tribunal e, por fim, sido escolhido pela então presidente do Brasil, Dilma Rousseff. Tomou posse no dia 1 de março de 2011.
Em 2022, concluiu o mestrado em direito pela Universidade de Brasília (UnB).